# Furcraea longaeva
Furcraea longaeva là một loài thực vật có hoa trong họ Măng tây. Loài này được Karw. & Zucc. mô tả khoa học đầu tiên năm 1833.